# Kościół Miłosierdzia Bożego w Werenowie
Kościół Miłosierdzia Bożego w Werenowie (biał. Касцёл Божай Міласэрднасці у Воранаве) – kościół katolicki w dekanacie Raduń, w diecezji grodzieńskiej.

## Historia
Budowę kościoła za cmentarzem parafialnym rozpoczęto jesienią 1990 roku. Projekt świątyni został wykonany w instytucie architektonicznym w Grodnie (władze białoruskie nie zgodziły się na wykorzystanie polskiego projektu) i zatwierdzony w 1991 roku. W tym samym roku poświęcono krzyż misyjny oraz plac pod budowę. W 1994 roku w świątyni odprawiono pierwsze nabożeństwo. Budowa trwała około dziesięciu lat. 19 maja 2002 r. biskup grodzieński Aleksander Kaszkiewicz poświęcił kościół pod wezwaniem Miłosierdzia Bożego.
Świątynia jest trójnawowa, została zbudowana z cegły silikatowej. W głównym ołtarzu znajduje się obraz Jezusa Miłosiernego.

## Zobacz też

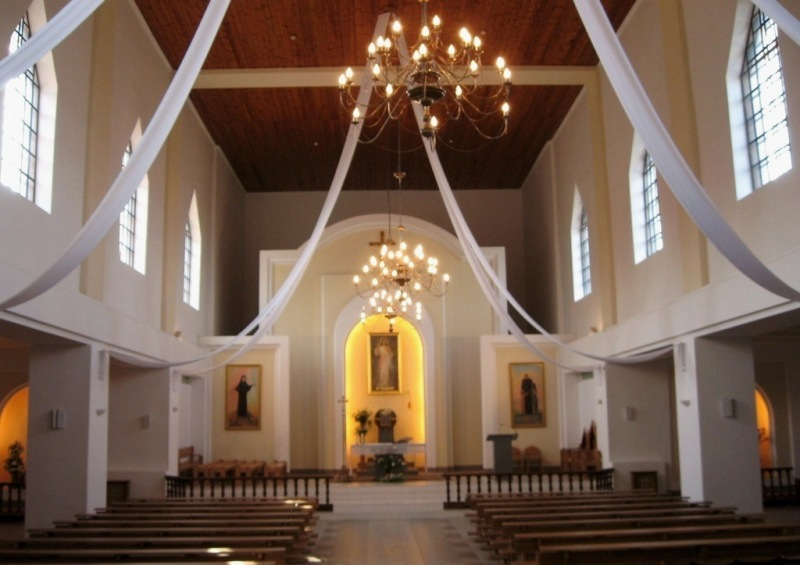
Wnętrze świątyni